# SCP
SCP, som står för Secure Copy Protocol, är ett filöverföringsprogram som finns förinstallerat i de flesta Unix-liknande operativsystem. SCP kopierar filer över en krypterad SSH-anslutning. En variant av SCP är SCP2 som istället för att anropa scp-shellkommandot genom SSH använder SFTP-subsystemet genom SSH, syntaxen är snarlik.
Exempel:
$ scp filnamn.txt bosse@192.168.0.1:/home/bosse/
Password:
Med ovanstående kommando loggar SCP in med användarnamnet bosse på servern med IP 192.168.0.1 och kopierar filen filnamn.txt på klienten till mappen /home/bosse/ på servern. Användaren blir tillfrågad om bosses lösenord.